# 19263 Lavater
19263 Lavater è un asteroide della fascia principale. Scoperto nel 1995, presenta un'orbita caratterizzata da un semiasse maggiore pari a 2,6675228 UA e da un'eccentricità di 0,2253060, inclinata di 2,88433° rispetto all'eclittica.